# Lettre 47 (Sénèque)
La lettre 47 des Epistulae Morales ad Lucilium de Sénèque le Jeune, parfois intitulée Sur le maître et l’esclave ou Sur l’esclavage, constitue une réflexion de type essai sur la déshumanisation dans le contexte de l’esclavage dans la Rome antique. Sénèque y critique certains aspects du système esclavagiste romain, sans toutefois s’y opposer frontalement lui-même étant propriétaire d’esclaves. Le texte est ultérieurement bien reçu par des philosophes des Lumières, puis par le mouvement abolitionniste du XIXe. À l’inverse, il est également interprété comme une apologie de l’esclavage, notamment à travers la lecture stoïcienne selon laquelle « tous les hommes sont esclaves ».

## Influence
En tant que lettre romaine exprimant une ambivalence à l’égard de l’esclavage au Ier siècle, elle a été comparée à l’écrit chrétien précoce de l’Épître de Paul à Philémon. De son côté, Grégoire de Nysse, au IVe siècle, condamne l’esclavage de manière catégorique, dans des termes rhétoriques qui peuvent s’inspirer de Sénèque, mais qui vont au-delà de sa pensée ,.
Pour étayer son argument, Sénèque fait référence au proverbe totidem hostes esse quot servos (« autant d'ennemis que d'esclaves »), souvent cité par de nombreux Européens lors du commerce transatlantique des esclaves, comme un avertissement contre les révoltes d’esclaves.
La dialectique maître-esclave de Hegel, présentée dans Phénoménologie de l'esprit en 1807, reprend ce thème philosophique, qui sera ultérieurement commenté par Jean-Paul Sartre au XXe siècle,,.
La suite d'Émile ou De l'éducation de Jean-Jacques Rousseau, publiée en 1762, voit le protagoniste du roman vendu dans le commerce des esclaves de la Barbarie, et développe les idées de Sénèque tout en les poussant plus loin pour montrer que l’esclavage est intrinsèquement injuste,,. La lettre de Sénèque est citée dans A Letter on the Abolition of the Slave Trade de l’abolitionniste britannique William Wilberforce en 1807, et mentionnée dans L'Abolition de l'esclavage de Pierre-Suzanne-Augustin Cochin en 1861, pendant la guerre civile américaine. Les écrits de Sénèque étaient populaires parmi les militants afro-américains, et pourraient avoir inspiré le nom du village libre de Seneca Village dans le New York du début du XIXe siècle, une possible influence de l’African Free School,. Lors d’un raid à Washington D.C. en 1855, alors que la police demandait aux militants afro-américains « S’ils avaient quelque chose à dire », un activiste déposa simplement trois livres sur le bureau : la Bible, Life in Earnest (en), et les Morales de Sénèque, en demandant leur examen.